# Guanabara Koogan
Guanabara Koogan é uma editora de livros estabelecida no Brasil. Publica obras relacionadas com as ciências da saúde. 
Fundada em 1932, pelo judeu armênio Abraham Koogan,
atualmente integra  o Grupo Editorial Nacional (GEN) - uma holding criada em 2007 e controlada pelas famílias fundadoras das editoras Guanabara Koogan e LTC. Juntas,  as duas famílias detêm 70% do capital do GEN, que reúne as editoras Santos, Roca, AC Farmacêutica, Forense, Método, LTC, Atlas e Forense Universitária, além da  Guanabara Koogan.